# María Irene Beneyto Jiménez de Laiglesia
María Irene Beneyto Jiménez de Laiglesia (València, 14 de maig de 1945), més coneguda com pel nom de Mayrén Beneyto, és una empresària i política valenciana. Va ser regidora de l'Ajuntament de València sota diferents alcaldes i dins de diferents partits.

## Biografia
Nasqué a la ciutat de València l'any 1945. Beneyto començà la seua activitat professional en CLEOP, per a després crear la seua pròpia empresa, "La Rocca". En arribar la transició democràtica, Beneyto s'implica ràpidament en la política, formant part del grup fundador del Partit Liberal a València. Quan aquest partit s'integrà en la Unió de Centre Democràtic, Mayrén Beneyto també. Va formar part de les llistes d'UCD a les eleccions municipals de València de 1979, obtenint l'acta de regidora. Amb la desintegració d'UCD, va deixar la política, dedicant-se a obres benèfiques. En aquells anys va ser nomenada presidenta d'UNICEF al País Valencià, càrrec que deixà quan va tornar a la política municipal de la mà d'Unió Valenciana. Va aconseguir l'acta de regidora a les eleccions municipals de València de 1991, quan va ser nomenada regidora de servicis socials i turisme gràcies al pacte PP-UV. En les eleccions del 1995 va tornar a repetir com a regidora, tot i que l'any 1997 es desvinculà d'UV per passar-se al Partit Popular. L'any 1995 va ser nomenada presidenta del Palau de la Música de València. Després, en 2011, va ser nomenada Regidora de Cultura. Des del 2013 està casada amb Ramón Almazán, professor de la Universitat de València i President de la Filharmònica de València. L'any 2015 manifestà el seu desig de deixar l'Ajuntament, després de més de vint anys. Un any més tard, Beneyto es va donar de baixa del Partit Popular per a, segons ella, no perjudicar la imatge del partit, ja que ha estat implicada en la trama de blanqueig de diners del PP de la ciutat.